# Nelson A. Miles
Nelson Appleton Miles (8 de agosto de 1839 – Washington, D.C., 15 de maio de 1925) foi um Tenente-General que serviu na Guerra Civil Americana, Guerras indígenas e na Guerra Hispano-Americana.

## Biografia
Miles nasceu em Westminster, Massachusetts, na fazenda de sua família. Ele trabalhou em Boston e frequentou a escola à noite. Lia história militar e masterizava os princípios militares e técnicas, incluindo exercícios de batalha. Quando a Guerra Civil Americana começou, Miles se alistou como voluntário no Exército da União, sendo promovido a Coronel e após a guerra, a Brigadeiro-General. 
Ele recebeu a Medalha de Honra em 23 de julho de 1892, por sua bravura em Chancellorsville. Ele foi nomeado brigadeiro-geral de voluntários a partir de 12 de maio de 1864, para as Batalhas do deserto e o Tribunal da Spotsylvania. Em 21 de outubro de 1865, ele foi nomeado major-general dos voluntários aos 26 anos de idade.
Também lutou contra tribos indígenas permitindo a colonização do Oeste. Durante a Guerra Hispano-Americana desembarcou em Porto Rico, onde enfrentou uma grande resistência por parte das milícias locais. Quando a guerra acabou e Porto Rico foi entregue aos Estados Unidos, Miles foi nomeado o primeiro Governador Militar de Porto Rico.
Em 1900, foi promovido à Tenente-General, sendo apelidado pelo Presidente Theodore Roosevelt como "Pavão Corajoso". Em 1903, teve que se aposentar ao 64 anos, idade máxima de serviço. Quando a Primeira Guerra Mundial começou, Miles aos 77 anos de idade ofereceu os seus serviços, mas o Presidente Woodrow Wilson recusou. Miles faleceu em 1925 vítima de um ataque cardíaco, enquanto assistia ao circo junto com os seus netos.